# Gerald Emmett Carter
Gerald Emmett Cardeal Carter CC (1 de março de 1912 — 6 de abril de 2003) foi prelado canadense da Igreja Católica Romana. Ele serviu como arcebispo de Toronto de 1978 a 1990 e foi elevado ao cardinalato em 1979.

## Biografia

### Juventude e ordenação
O mais novo de oito filhos, Emmett Carter nasceu em Montreal, Quebec, numa família de irlandeses católicos. Seu pai era tipógrafo do The Montreal Star, seu irmão Alexander tornar-se-ia bispo de Sault-Sainte-Marie, e duas de suas irmãs se tornariam freiras.
Carter frequentou o Collège de Montreal antes de estudar no Seminário Maior e na Universidade de Montreal, onde obteve licenciatura em Teologia em 1936. Ele foi ordenado presbítero pelo bispo-auxiliar de Montreal, Alphonse Emmanuel Deschamps, em 22 de maio de 1937.

### Trabalho paroquial
Após sua ordenação, Carter fez trabalho pastoral na Arquidiocese de Montreal até 1939, quando se tornou o primeiro diretor da seção de inglês da Escola Normal Jacques-Cartier.
Durante seu mandato como capelão dos estudantes católicos da Universidade McGill, de 1942 a 1956, onde desempenhou papel fundamental no estabelecimento do Centro Newman da Universidade McGill, ele também foi nomeado diretor da seção de inglês da Ação Católica (1944) e presidente do Instituto Thomas More (1946), e obteve seu doutorado em teologia em 1947.

### Arcebispo de Toronto
O Papa João XXIII nomeou Carter bispo-auxiliar da Diocese de London, na província eclesiástica de Toronto e o preconizou com a sé titular de Altiburo em 1 de dezembro de 1961. Recebeu a sagração episcopal se deu em 2 de fevereiro seguinte das mãos do cardeal-arcebispo de Montreal Paul-Émile Léger, com John Christopher Cody, bispo diocesano de London, e seu irmão Alexander Carter, bispo de Sault Sainte Marie, como auxiliares. Em 17 de fevereiro de 1964, após a morte de Cody, Carter foi escolhido como seu sucessor à frente da diocese. Quatorze anos depois, em 27 de abril de 1978, foi escolhido para substituir Philip Francis Pocock como arcebispo de Toronto, sendo empossado em 5 de junho do mesmo ano. Permaneceu neste cargo por quase doze anos, até renunciar em 17 de março de 1990, sendo substituído por Alojzij Ambrožič.
No consistório de 30 de junho de 1979, o papa João Paulo II o elevou ao cardinalato, nomeando-o cardeal-presbítero de Santa Maria na Traspontina.
Em 1976, recebeu um doutorado honorário da Universidade de Concordia. Em 1982, foi feito companheiro da Ordem do Canadá. A biblioteca no King's University College, na Universidade de Western Ontario, em London, é nomeada em sua homenagem, assim como a Cardinal Carter Catholic High School, em Aurora, Ontário, a Cardinal Carter Academy of Arts, em Toronto, Ontário, e a Cardinal Carter Catholic Secondary School em Leamington, Ontário.
Uma figura importante no sistema de educação de Montreal, ao fundar o St. Joseph's Teachers College para católicos anglófonos, o cardeal Carter foi membro da Comissão da Escola Católica de Montreal por quinze anos, e ativo no Newman Club da Universidade McGill e no Instituto St. Thomas More.

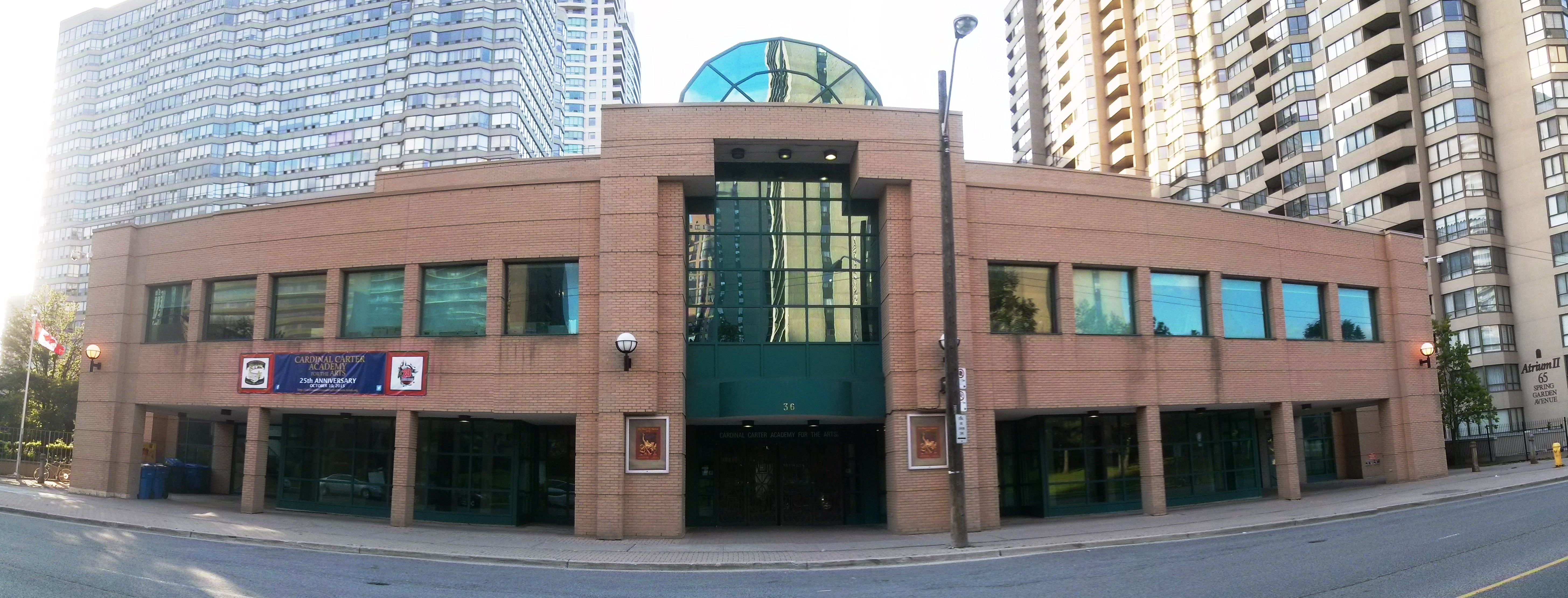
A Cardinal Carter Academy of Arts, em Toronto, em homenagem ao cardeal Carter.

## Programas Pastorais
Em Toronto, o cardeal Carter foi responsável pela ampliação dos programas pastorais, da educação católica e dos serviços sociais da arquidiocese, bem como por implementar as reformas do Concílio Vaticano II. Ele estava envolvido com a abertura da Covenant House para jovens de rua e trabalhou com a província de Ontário para proporcionar habitação a preços acessíveis para os idosos e deficientes.
O cardeal Carter morreu em Toronto e seus restos mortais estão sepultados no Mausoléu dos Bispos no Cemitério Holy Cross, ao norte de Toronto.